# Strongylacidon viride
Strongylacidon viride är en svampdjursart som beskrevs av van Soest 1984. Strongylacidon viride ingår i släktet Strongylacidon och familjen Chondropsidae. Inga underarter finns listade i Catalogue of Life.